# Markarian 421
Markarian 421 (Mrk 421, Mkn 421) es un blazar ubicado en la constelación de la Osa Mayor. El objeto es una galaxia activa y un objeto BL Lacertae, y es una fuente fuerte de rayos gamma. Se encuentra aproximadamente a 397 millones de años luz (corrimiento al rojo: z=0.0308 eq. 122Mpc) [2] hasta 434 millones de años luz (133Mpc) [3] de la Tierra. Es uno de los blazares más cercanos a la Tierra, lo que lo convierte en uno de los cuásares más brillantes en el cielo nocturno. Se sospecha que tiene un agujero negro supermasivo (SMBH) en su centro debido a su naturaleza activa. Una galaxia espiral de alta inclinación de tipo temprano (Markarian 421-5) se encuentra a 14 segundos de arco al noreste de Markarian 421.
En 1992, M. Punch del Observatorio Whipple determinó por primera vez que era un emisor de rayos gamma de muy alta energía, y en 1996, J. Gaidos del Observatorio Whipple midió un estallido extremadamente rápido de rayos gamma de muy alta energía (tiempo de subida de 15 minutos).
Markarian 421 también tuvo un estallido en 2001 y es monitoreado por el proyecto Whole Earth Blazar Telescope.
Debido a su brillo (alrededor de magnitud 13.3, máx. 11.6 mag. y mín. 16 mag.), el objeto también puede ser observado por aficionados con telescopios más pequeños.